# あいち知多農業協同組合
あいち知多農業協同組合（あいちちたのうぎょうきょうどうくみあい）は、知多半島の5市5町（大府市・東浦町・東海市・阿久比町・知多市・常滑市・半田市・武豊町・美浜町・南知多町）を管轄する農業協同組合である。
略称は「JAあいち知多」。愛称は「アグリス」。

## 沿革
- 2000年（平成12年）4月1日 - 知多半島のJA東知多・JA西知多・JA知多が合併して設立[3]。
- 2016年（平成28年）3月31日 - 子会社の知多半島ケーブルネットワーク株式会社の株式のうち50%を知多メディアスネットワーク株式会社が取得し子会社化[4]。

## 店舗
- 大府市（大府支店、神田支店、東栄支店、共和支店、大府西支店、吉田支店）
- 東浦町（東浦支店、森岡支店、東浦南部支店、新田支店）
- 東海市（亥新田支店、横須賀支店、大田支店、加木屋支店、上野支店、名和支店、加家支店、富木島支店）
- 阿久比町（阿久比支店、東部支店、福山支店、北原支店、草木支店、植大支店）
- 知多市（知多支店、新知支店、にしの台支店、岡田支店、旭支店、粕谷支店、大興寺支店、日長支店）
- 常滑市（本店、常滑北部支店、大野支店、さくら支店、のぞみ支店、さわやか支店、常滑南部支店、ふれあい支店、かじま台支店、本町出張所）
- 半田市（半田支店、板山支店、成岩支店、乙川支店、半田東支店、あおぞら支店）
- 武豊町（武豊支店、冨貴支店、玉貫支店、砂川支店）
- 美浜町（美浜支店、河和南部支店、布土支店、上野間支店、奥田支店、野間支店）
- 南知多町（南知多支店、内海支店、みさき支店、日間賀島出張所）

## グループ企業
- 株式会社ジェイエイやすらぎセンター
- 株式会社げんきの郷
- 株式会社JAファームちた

## マスコットキャラクター
「つっちーた」と「あぐりん」
2014年（平成26年）4月、設立から15週年を記念して誕生したキャラクター。「つっちーた」は土壌に突然宿った魂で本名は「つちた豊作」。「あぐりん」は、つっちーたの友達で迷子の農うさぎである。